# Station Stoholm
Station Stoholm is een station in Stoholm in de Deense gemeente Viborg. Het station  ligt aan de lijn Langå - Struer. Het stationsgebouw uit 1864 is nog aanwezig.
Stoholm wordt bediend door de treinen van Arriva op de lijn Aarhus - Struer. Een paar keer per dag wordt de dienst gereden door treinen van de DSB.